# Phalera tenebricosa
Phalera tenebricosa är en fjärilsart som beskrevs av Stertz. 1912. Phalera tenebricosa ingår i släktet Phalera och familjen tandspinnare. Inga underarter finns listade i Catalogue of Life.